# 第4歩兵師団 (アメリカ軍)
第4歩兵師団（だい4ほへいしだん、英語: U.S.Army 4th Infantry Division）は、アメリカ陸軍の師団の一つ。

## 概要
第4歩兵師団は、第一次世界大戦初期に編成されて以来、第二次世界大戦、ベトナム戦争、イラク戦争に参加した歴戦の師団である。
現在は、3個重旅団戦闘団（HBCT）と1個歩兵旅団戦闘団（IBCT）から編成されて、先進的なC4Iシステムと強力な火力を備えた機甲師団となっており、アメリカ陸軍の主力打撃部隊である第3軍団の一翼を担っている。

## 概歴

### 第一次世界大戦
第4歩兵師団は、1917年12月10日、ノースカロライナ州キャンプ・グリーンにおいて結成された。これは、4月6日にアメリカが第一次世界大戦に参加したことに伴う、急速な軍の拡充に伴って行なわれたものであった。師団は第1軍の指揮下にヴェルダン南方に移動し、第5軍団に配属されて、1918年9月12日よりサン＝ミエルの戦いに参加した。これに続き、9月26日より、師団は第1次大戦で最後の大規模戦闘であるムーズ＝アルゴンヌ攻勢に参加した。師団は第3軍団に配属替えされており、その左翼を構成していた。ムーズ＝アルゴンヌ攻勢において、第4師団を含む大部分のアメリカ軍は戦術目標を達成したものの、第4師団の左翼に連携していた第79師団がモンフォルコンにおいて遅滞されたことにより、作戦目標の達成には至らなかった。
11月11日、休戦が布告された。師団が第1次大戦において蒙った損害は、戦死 2,611名、戦傷 9,895名であった。
師団はその後、ドイツにおいて占領業務に従事したのち、7月より撤収を開始し、31日までに全部隊がアメリカに帰国した。その後、陸軍の縮小に伴い、1921年9月21日、師団は編成解除された。

### 第二次世界大戦

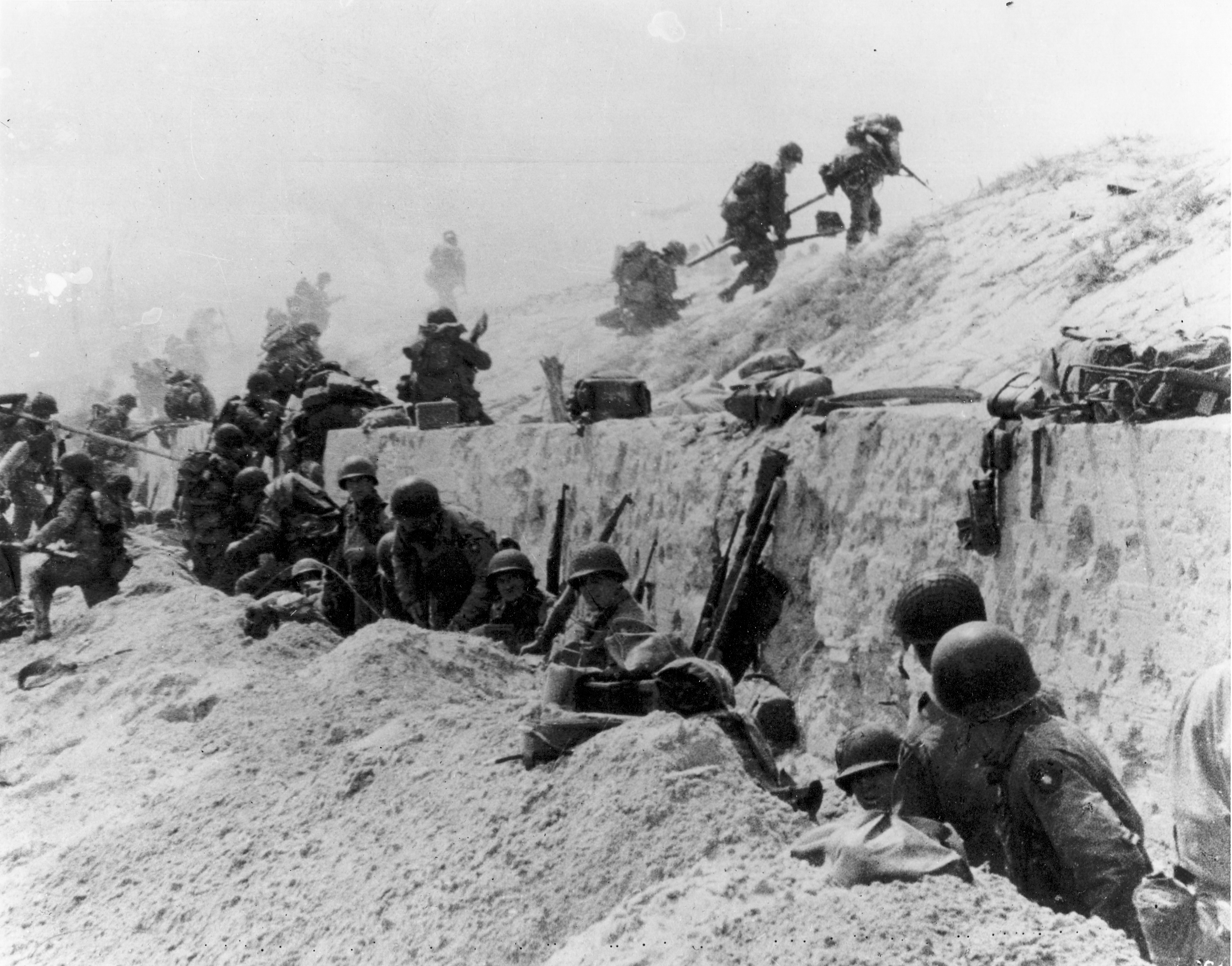
ユタ・ビーチで堤防を乗り越える第8歩兵連隊の兵士。

1940年6月1日、師団は復帰編成され、8月1日、自動車化師団として再編制された。師団は第2機甲師団とともに第1機甲軍団の隷下に入り、1944年初頭、イギリスに移動した。
6月6日、師団はノルマンディー上陸作戦に参加し、オマール・ブラッドレー将軍指揮の第1軍の一部として、師団長コリンズ将軍の指揮下にユタ・ビーチに上陸した。この上陸そのものは、200名の損害を出したのみで成功（有名なオマハ・ビーチにおいては2,400名が戦死した）が、事前に行なわれた予行演習の際にSボートの攻撃で749名が死亡しているほか、第4歩兵師団と連携して空挺作戦を展開した第82空挺師団および第101空挺師団はかなり大きな損害を受けており、総合的に見れば、必ずしも出血が少なかったわけではなかった。なお、後に朝鮮戦争で活躍するジェームズ・ヴァン・フリートは、この際、第8歩兵連隊長を務めていたほか、第12連隊には、のちに小説家として有名になるJ・D・サリンジャーが、一兵卒として従軍していた。6月25日、師団はシェルブールを制圧したのち、8月下旬にはパリの解放を掩護した。この際、第22歩兵連隊には、著名な文豪であるアーネスト・ヘミングウェイが随行していた。
その後、師団はベルギー方向に向けて前進し、ジークフリート線に対する攻撃に参加した。これはヒュルトゲンの森の戦いとして知られるものであり、第二次世界大戦中、ドイツ国内で最も長い戦いであった。
師団は1945年7月にアメリカ本土に帰還した。終戦にともない、1946年3月5日に編成解除されたが、1947年7月15日に復帰編成された。1951年5月、師団は、北大西洋条約機構部隊に参加する最初のアメリカ陸軍4個師団のひとつとしてドイツに派遣され、フランクフルト市に司令部を置いた。5年間ドイツに駐留したのち、1956年5月にフォート・ルイスに帰還した。

### ベトナム戦争
1966年9月25日、師団はベトナム共和国・プレイク省に展開した。2個旅団は、第2軍団戦区である中央高地で活動したが、第3旅団および機甲大隊のみはサイゴン北西のタイニン省に移動して、1966年9月から11月にはアッテンボロー作戦、1967年2月から5月にはジャンクション・シティー作戦に参加した。第3旅団は1970年4月に、師団の残余は12月にベトナムより撤退した。ただし、1個大隊のみは1972年1月までベトナムでの作戦を継続した。

### イラク戦争

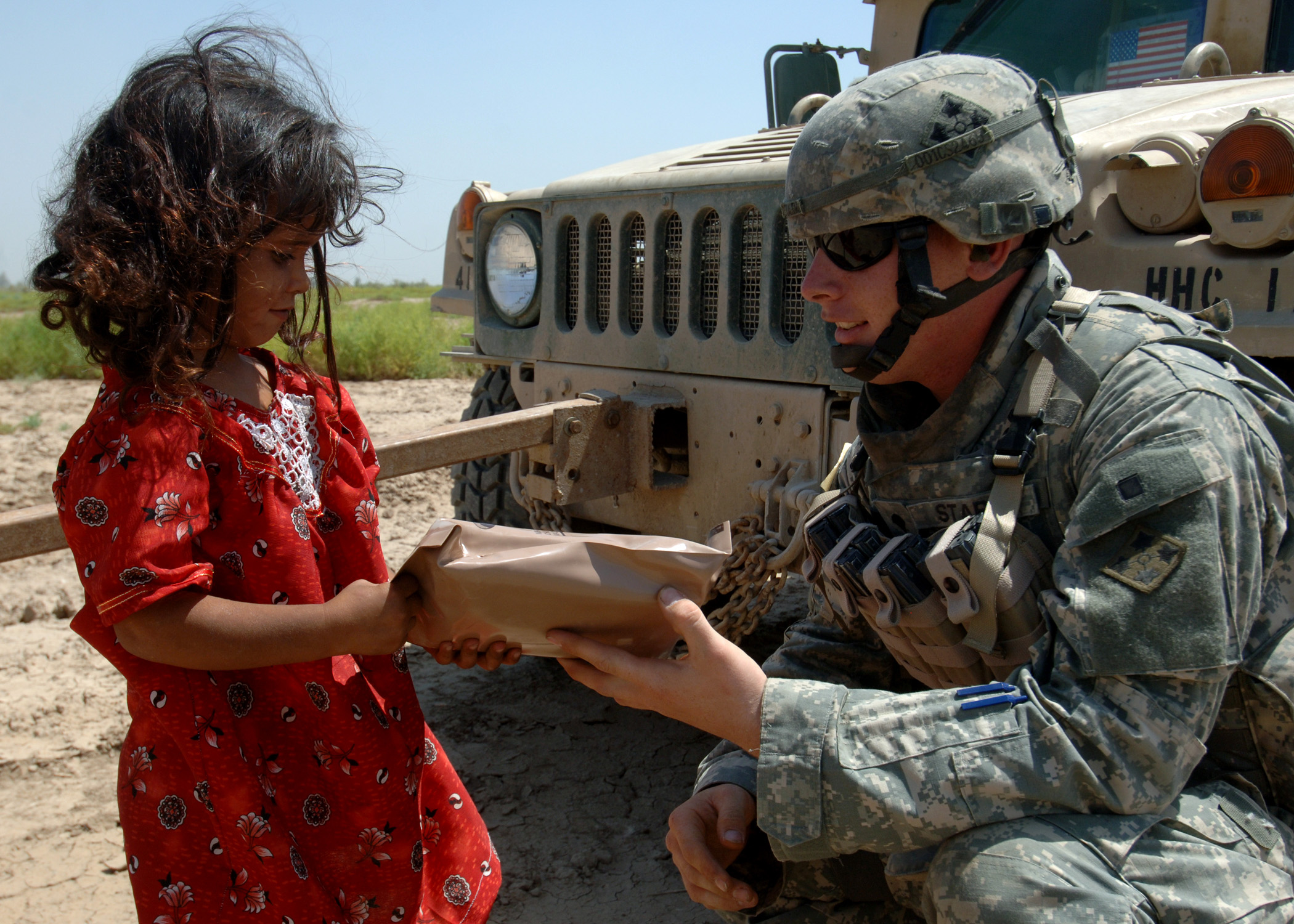
食糧を配布する第1旅団戦闘団 特別任務大隊の兵士。

イラク戦争において、師団は当初トルコに配備されて、第173空挺旅団の右翼に連携してイラク北部を攻撃し、最終的には、クウェートから北上する第3歩兵師団に呼応して、バグダードを挟撃する計画だった。師団はこのとき、FBCB2をはじめとする先進的なC4Iシステムを他に先んじて配備されており、世界最強のハイテク部隊として喧伝された。
しかしトルコの反発によってこの計画は放棄され、結局、第3歩兵師団とともにクウェートから北上することとなった。この計画変更により、師団は、3月20日の地上部隊による進攻開始までに配置転換を完了できず、4月12日ごろよりイラク領内に進入、モースルからティクリートに向けて前進する部隊に追随した。その後、イラク占領部隊の一翼をなし、12月14日には、ダウル村においてサッダーム・フセインを拘束した。2004年春、師団は第1歩兵師団と交替して帰国した。この期間中、師団は81名の戦死者を出した。
2005年秋、師団は二度目のイラク派遣を経験することとなった。2006年1月7日、師団はイラク中・南部において、バグダード県、カルバラー県、ナジャフ県、バービル県の治安維持を委任された。師団は2007年まで任務を継続し、この間に戦死 229名の損害を被った。

## 編制

2021年時点の第4歩兵師団の編制図

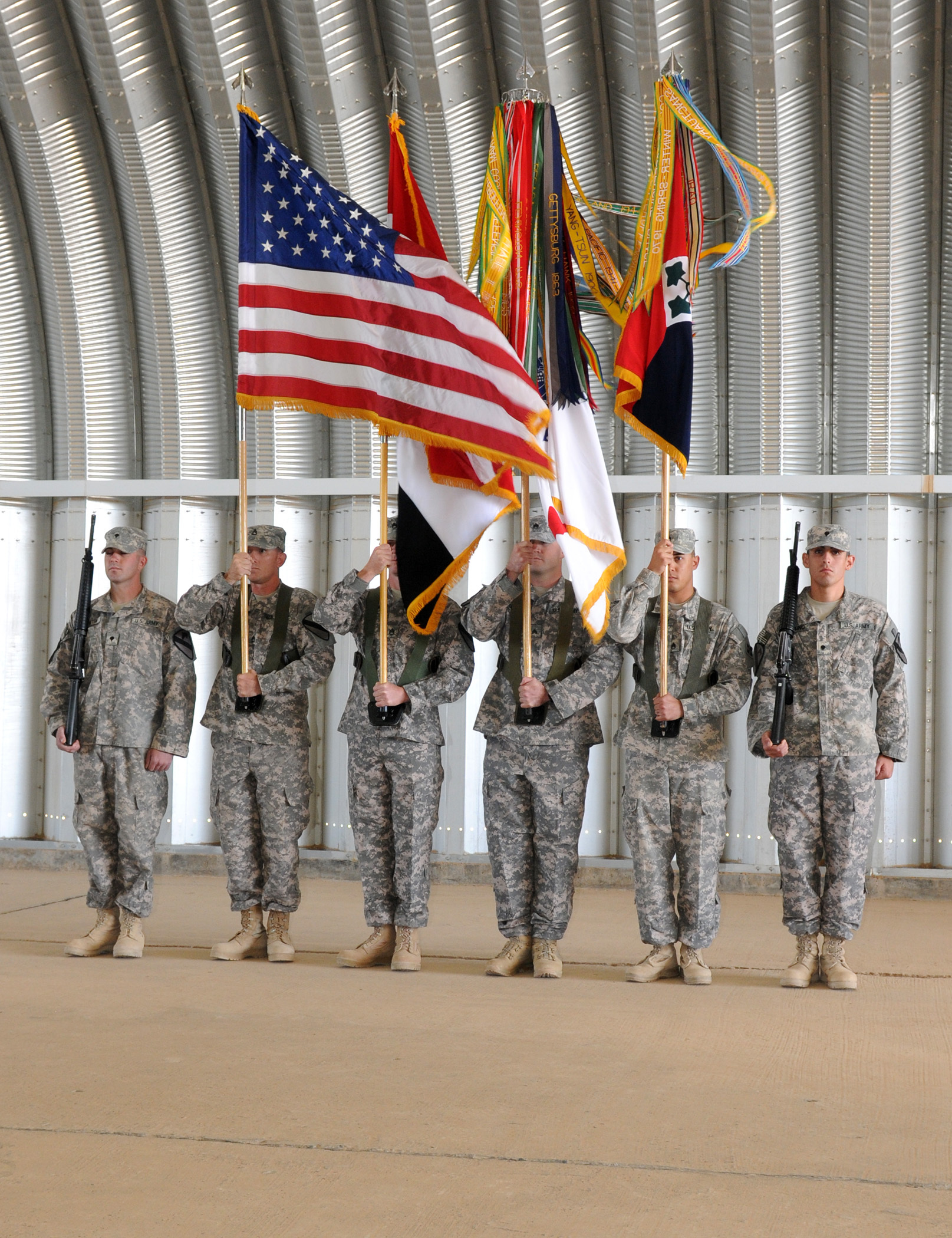
軍旗を掲げている第4歩兵師団カラーガード部隊

第4歩兵師団は、師団司令部及び司令部大隊、2個ストライカー旅団戦闘団、1個機甲旅団戦闘団、師団砲兵隊、戦闘航空旅団、維持旅団で構成されている。
- 第4歩兵師団 (コロラド州 フォート・カーソン)
  -  師団司令部及び司令部大隊
  - 第1ストライカー旅団戦闘団 (Raiders)
    - 司令部及び司令部中隊
    -  第1騎兵連隊第2大隊 (1st Regiment of Dragoons)
    -  第38歩兵連隊第1大隊 (Rock of the Marne)
    -  第23歩兵連隊第2大隊 (Tomahawks)
    -  第9歩兵連隊第4大隊 (Manchu)
    -  第12野戦砲兵連隊第2大隊 (Viking)
    -  第299旅団工兵大隊
    -  第4旅団支援大隊 (Packhorse)

  - 第2ストライカー旅団戦闘団 (War Horse)
    - 司令部及び司令部中隊 (Trojans)
    -  第61騎兵連隊第3大隊 (Destroyers)
    -  第12歩兵連隊第1大隊 (Red Warriors)
    -  第12歩兵連隊第2大隊 (Lethal Warriors)
    -  第41歩兵連隊第1大隊 (Straight and Stalwart)
    -  第77野戦砲兵連隊第2大隊 (Steel)
    -  第52旅団工兵大隊 (Patriots)
    -  第704旅団支援大隊 (Blacksmiths)

  - 第3機甲旅団戦闘団 (Iron) 
    - 司令部及び司令部中隊
    -  第10騎兵連隊第4大隊 (BlackJack)
    -  第66機甲連隊第1大隊 (Iron Knights)
    -  第68機甲連隊第1大隊 (Silver Lions)
    -  第8歩兵連隊第1大隊 (Fighting Eagles)
    -  第29野戦砲兵連隊第3大隊 (Pacesetters)
    -  第588旅団工兵大隊 (Lone Star)
    -  第64旅団支援大隊 (Mountaineers)

  - 第4歩兵師団砲兵隊
    - 司令部及び司令部中隊

  - 戦闘航空旅団 (Ivy Eagles)
    - 司令部及び司令部中隊
    -  第17騎兵連隊第6大隊 (突撃・偵察)
    -  第4航空連隊第2大隊 (全般支援)
    -  第4航空連隊第3大隊 (突撃)
    -  第4航空連隊第4大隊 (突撃・偵察)
    - 第4航空連隊F中隊
    -  第404航空支援大隊

  -  維持旅団 (旧第43維持旅団)
    - 司令部及び司令部中隊
    - 特別任務大隊
    -  第68戦闘維持支援大隊